# Jelle Troelstra
Jelle Troelstra (Leeuwarden, 17 januari 1891 - Amersfoort, 16 januari 1979) was een Nederlands graficus, kunstschilder en tekenaar. Voor Uitgeverij Van Goor ontwierp hij in 1932 het omslag voor het boek Teun Dammers van Cor Bruijn.
Zijn vader was de bekende socialist Pieter Jelles Troelstra en zijn moeder was de schrijfster Sjoukje Troelstra-Bokma de Boer, die bekend werd onder het pseudoniem Nienke van Hichtum. 
Jelle ging als twaalfjarige naar een Duitse kostschool, het Landerziehungensheim in Ilsenburg, en zou daar tot 1906 blijven. 
Na de scheiding van zijn ouders in 1907, begon zijn artistieke loopbaan in Genève, waar hij in contact kwam met de Zwitserse pedagoog en componist Emile Jaques-Dalcroze (1865-1950). Terug in Nederland ging hij op de school van Cor Bruijn in Laren (NH) euritmielessen geven. 
Later in Laren volgde hij lessen bij schilder en tekenleraar Willy van Schoonhoven van Beurden. Na allerlei reizen in verschillende landen van Europa vertrok Jelle in 1922  naar Frankrijk en ontmoette daar schilders die in Bergen (NH) woonden. Het jaar daarna ging hij ook naar Bergen en maakte daar deel uit van de schilders die de Bergense School vormden. 
Jelle trad op 3 februari 1928 in Bergen in het huwelijk met Tjac Romein, zangeres en danseres. Tjac zong liederen, waarbij Jelle haar begeleidde. 
Troelstra was lid van de kunstenaarsverenigingen De Onafhankelijken, St. Lucas en Arti et Amicitiae te Amsterdam, de Bergense Schildersvereniging in Bergen en het Amersfoorts Kunstenaarsgenootschap in Amersfoort. 
Na gewoond en gewerkt te hebben in Leeuwarden, Laren, Blaricum, Kopenhagen, Bergen (NH), Hilversum en Amsterdam - van 1951 tot 1954 in de Zomerdijkstraat - ging Troelstra  vanaf 1954 in Amersfoort wonen. 